# سیارک ۸۲۶۲
سیارک ۸۲۶۲ (به انگلیسی: 8262 Carcich، نامگذاری:1985RG) هشت هزار و دویست و شصت و دومین سیارک کشف شده‌است که در ۱۴ سپتامبر ۱۹۸۵ کشف شد.
قدر مطلق سیارک برابر ۱۴٫۷۰ است.